# Kanton Valence-1
Kanton Valence-1 (fr. Canton de Valence-1) je francouzský kanton v departementu Drôme v regionu Rhône-Alpes. Skládá se pouze z části města Valence.